# Championnats du monde juniors de ski alpin 2018
Navigation
Åre 2017 Val di Fassa 2019
La 37e édition des Championnats du monde juniors de ski alpin se déroule du 30 janvier 2018 au 8 février 2018 à Davos en Suisse. C'est la première fois que la station de sports d'hiver suisse est désignée hôte de cet évènement, toutefois la Suisse par l'intermédiaire de Zinal en 1990, Verbier en 2001 et Crans Montana en 2011 avait déjà organisé les Championnats du monde juniors.
La compétition dure neuf jours pendant lesquels se déroulent onze épreuves : cinq épreuves individuelles masculines et féminines, et une épreuve par équipes mixtes.

## Podiums

### Hommes
| Épreuves                | Or                    | Argent                   | Bronze                         |
| ----------------------- | --------------------- | ------------------------ | ------------------------------ |
| Descente 31/01/2018     | Marco Odermatt Suisse | Sam Mulligan Canada      | Lars Rösti Suisse              |
| Super G 02/02/2018      | Marco Odermatt Suisse | River Radamus États-Unis | Luke Winters États-Unis        |
| Slalom géant 06/02/2018 | Marco Odermatt Suisse | Fabio Gstrein Autriche   | Albert Popov Bulgarie          |
| Slalom 07/02/2018       | Clément Noël France   | Alex Vinatzer Italie     | Joachim Jagge Lindstøl Norvège |
| Combiné 04/02/2018      | Marco Odermatt Suisse | Semyel Bissig Suisse     | Raphael Haaser Autriche        |

### Femmes
| Épreuves                | Or                         | Argent                         | Bronze                     |
| ----------------------- | -------------------------- | ------------------------------ | -------------------------- |
| Descente 08/02/2018     | Kajsa Vickhoff Lie Norvège | Juliana Suter Suisse           | Julia Pleshkova Russie     |
| Super G 04/02/2018      | Kajsa Vickhoff Lie Norvège | Franziska Gritsch Autriche     | Stephanie Jenal Suisse     |
| Slalom géant 30/01/2018 | Julia Scheib Autriche      | Katharina Liensberger Autriche | Riikka Honkanen Finlande   |
| Slalom 31/02/2018       | Meta Hrovat Slovénie       | Franziska Gritsch Autriche     | Aline Danioth Suisse       |
| Combiné 05/02/2018      | Aline Danioth Suisse       | Meta Hrovat Slovénie           | Franziska Gritsch Autriche |

### Team Event
| Épreuves               | Or                                                             | Argent                                                                       | Bronze                                                              |
| ---------------------- | -------------------------------------------------------------- | ---------------------------------------------------------------------------- | ------------------------------------------------------------------- |
| Par équipes 03/02/2017 | Suisse Semyel Bissig Aline Danioth Marco Odermatt Camille Rast | Norvège Lucas Braathen Kajsa Vickhoff Lie Joachim Jagge Lindstøl Kaja Norbye | Autriche Franziska Gritsch Fabio Gstrein Simon Rueland Julia Scheib |

## Tableau des médailles
| Rang | Nation     | Or | Argent | Bronze | Total |
| ---- | ---------- | -- | ------ | ------ | ----- |
| 1    | Suisse     | 6  | 2      | 3      | 11    |
| 2    | Norvège    | 2  | 1      | 1      | 4     |
| 3    | Autriche   | 1  | 4      | 3      | 8     |
| 4    | Slovénie   | 1  | 1      | –      | 2     |
| 5    | France     | 1  | –      | -      | 1     |
| 6    | États-Unis | -  | 1      | 1      | 2     |
| 7    | Canada     | -  | 1      | –      | 1     |
| -    | Italie     | -  | 1      | –      | 1     |
| 9    | Bulgarie   | –  | –      | 1      | 1     |
| -    | Finlande   | –  | –      | 1      | 1     |
| -    | Russie     | –  | –      | 1      | 1     |

## Classement du trophée Marc Hodler
Le Trophée Marc Hodler, permet de classer les nations en fonction des résultats (par top 10) et détermine les futures places allouées aux nations en catégories juniors.
15 nations ont réussi à mettre un skieur dans le top 10 d'une épreuve de ces championnats du monde.
Le classement final est le suivant :
| Rang | Nation     | Points |
| 1    | Suisse     | 127    |
| 2    | Autriche   | 113    |
| 3    | Norvège    | 90     |
| 4    | États-Unis | 53     |
| 5    | Italie     | 40     |
| 6    | France     | 27     |
| 7    | Slovénie   | 25     |
| 8    | Canada     | 24     |
| 9    | Allemagne  | 18     |
| 9    | Suède      | 18     |
| 11   | Bulgarie   | 8      |
| 11   | Finlande   | 8      |
| 11   | Russie     | 8      |
| 14   | Tchéquie   | 6      |
| 15   | Croatie    | 4      |